# Chaco Culture National Historical Park
Der Chaco Canyon im US-Bundesstaat New Mexico war zwischen 850 und 1250 ein Zentrum der Pueblo-Kultur. Seit 1980 ist er unter dem Namen Chaco Culture National Historical Park ein National Historical Park der USA, der 1987 als Weltkulturerbe in die Liste des UNESCO-Welterbes aufgenommen wurde.
Der abgelegene und unwirtliche Canyon im Nordwesten New Mexicos, zwischen Albuquerque und Farmington, repräsentiert einen wichtigen Teil des Kulturerbes Amerikas. Er ist ein Teil des heiligen Landes der Pueblo-Indianer New Mexicos, der Hopi Arizonas und der (allerdings erst Jahrhunderte später eingewanderten) Diné. Mit großen Pueblos und verschiedenen weiteren Bauten war er mehrere Jahrhunderte lang Mittelpunkt einer besonderen Ausprägung der Anasazi-Kultur, die man als Chaco-Canyon-Kultur bezeichnen kann. Der Chaco Canyon war Zentrum des zeremoniellen Geschehens, des Handels und der Verwaltung. Die Konstruktion der Pueblos, Rampen, Dämme, Bewässerungsgräben und Erdwälle sowie die sie verbindenden Straßen erforderte eine sehr gute Organisation und geschickte Planung im Heranschaffen des Baumaterials und des Bauens selbst. Die Menschen vereinten in den Bauten Geometrie mit ihrem Wissen über Astronomie. Pueblo Bonito beispielsweise war nach den vier Himmelsrichtungen angelegt und die Achse der großen Kiva verlief genau in Nord-Süd-Richtung. Ausführliche Beschreibung unter Chaco-Canyon-Kultur.
Am 11. März 1907 wurde der Chaco Canyon als Chaco Canyon National Monument zum National Monument der Vereinigten Staaten, am 19. Dezember 1980 wurde das vom National Park Service verwaltete Schutzgebiet ausgeweitet und als Chaco Culture National Historical Park zum National Historical Park. Am 8. Dezember 1987 wurde er in die Liste des UNESCO-Welterbes aufgenommen. 19. August 2013 wurde das Gebiet von der International Dark-Sky Association als Lichtschutzgebiet ausgewiesen, das die astronomische Bedeutung und Funktion der Stätte dem Besucher erfahrbar erhalten soll, und nennt sich seither auch Chaco Culture International Dark Sky Park.  Damit ist er nach dem ungarischen IDSP Hortobágyi das zweite Welterbe mit Lichtschutzmaßnahmen, und die weltweit erste UNESCO-Welterbestätte der Baudenkmalklasse, die auch Lichtschutzgebiet wurde (DSAG-Klasse 3 Dark Sky Heritage Site).